# 広山義慶
広山 義慶（ひろやま よしのり、1937年1月30日 - 2013年9月10日）は、日本の作家。
大阪府生まれ。本名・明志。早稲田大学文学部仏文科中退。翻訳や児童文学、TVドラマの脚本、劇画原作など数多くの職業を経験する。1983年『夏回帰線』でデビュー。『女喰い』シリーズはみね武、志村裕次らによって漫画化され芳文社から刊行された。名は「ぎけい」とも読まれる。

## 著書
- 『夏回帰線』栄光出版社、1983　のち広済堂文庫、角川文庫
- 『将門伝説殺人事件 14人の死者の謎』ノン・ノベル、1984 「「平将門」殺人事件―首塚伝説の謎」ノン・ポシェット
- 『裁きは血の匂い』広済堂ブルーブックス、1984 のち文庫、徳間文庫
- 『平家物語殺人事件―俊寛怨霊伝説の謎』ノン・ノベル、1984
- 『源氏物語』原典殺人事件』ノン・ノベル、1985 「闇の血脈」ケイブンシャ文庫
- 『裁きは紅い薔薇』広済堂ブルーブックス、1985　のち天山文庫、徳間文庫
- 『野獣は血で裁け』広済堂ブルーブックス、1985　のち天山文庫、徳間文庫
- 『波の殺意』広済堂ブルーブックス、1985　のちケイブンシャ文庫
- 『憤怒の劫火』実業之日本社 ジョイ・ノベルス、1985　のちケイブンシャ文庫
- 『魍魎砂漠』ジョイ・ノベルス、1986　『狂熱砂漠』角川文庫
- 『「丹後・宮津」殺人岬』広済堂ブルーブックス、1986　のち天山文庫、『愛欲岬』徳間文庫
- 『雪の殺意』広済堂ブルーブックス、1986　のち文庫、ケイブンシャ文庫
- 『青葉城恋歌殺人事件』ノン・ノベル、1986　『贋作の神話』ケイブンシャ文庫
- 『夜の葬送』サンケイノベルス、1986　のち徳間文庫、ケイブンシャ文庫
- 『風の殺意』広済堂ブルーブックス、1987　のちケイブンシャ文庫
- 『百首町秘戯殺人事件』フタバノベルス、1987　のち文庫
- 『信濃路連続殺人事件―初恋捜査行』講談社 (Jノベルス)、1987　のち広済堂文庫、『溺れた女』徳間文庫
- 『探偵稼業』青樹社ビッグブックス 1988　『肉欲の街―探偵稼業』徳間文庫
- 『上諏訪殺人ルート』天山ノベルス、1988　のち広済堂文庫
- 『兇獣よ闇を裂け』ケイブンシャノベルス、1988　のち文庫、広済堂文庫
- 『入道崎殺人事件 みちのくに消えた女』立風ノベルス、1988　『愛欲の女』徳間文庫、「闇の殺意」ケイブンシャ文庫
- 『千曲川殺人事件』広済堂ブルーブックス、1988　のち文庫

- 「女喰い」シリーズ　祥伝社ノン・ノベル

『女喰い』1988、のち文庫
『女喰い・のしあがり編』1988
『女喰い・脅迫(ゆすり)編』1989
『女喰い・対決編』1989
『女喰い・秘術編』1989
『女喰い・絶技編』1990
『新・女喰い』1990　『女喰い 志津馬の獲物』祥伝社文庫
『新・女喰い　男殺し編』1991　『おとこ殺し―女喰い・横浜(ハマ)の性戦』祥伝社文庫
『新・女喰い・法悦編』1991　『女喰い―志津馬、勃つ』祥伝社文庫
『女喰い・絶頂編』1992
『復活・女喰い』1994　のち文庫
『女喰い・美味堪能編』1997　『女喰い 天衣無縫』祥伝社文庫
『女喰い・悪女伝説』ノン・ノベル、1998
『極悪天使―逆讐!女喰い』ノン・ノベル、1999
『魔刃(ドス)伝説―激突!女喰い』ノン・ノベル、1999
『蕩らす―逆転!女喰い』ノン・ノベル、2000
『女喰い 人妻地獄』ノン・ノベル、2002
『女坂 新生・女喰い』祥伝社文庫、2010
- 裏刑事（でか）シリーズ

『必殺処刑人―裏刑事捜査帳』ジョイノベル、1988　裏刑事 闇の処刑人』ワンツーポケットノベルス 2003
『裏刑事地獄の追跡行』フタバノベルス、1988　のち文庫、「金髪(ブロンド)の正体 裏刑事捜査帳」角川文庫
『裏刑事飛騨秘水殺人行』フタバノベルス、1990　のち文庫
『裏刑事捜査帳―皆殺しの挽歌』ケイブンシャノベルス、1990　のち文庫
『野獣の標的―裏刑事捜査帳』ジョイノベルス、1990　のち角川文庫、青樹社文庫
『暗黒の祭典―裏刑事捜査帳』角川文庫、1992
『滅亡の黙示録 裏刑事捜査帳』ケイブンシャノベルス、1992　のち文庫
『淫風列島―裏刑事捜査帳』ジョイ・ノベルス、1993
『闇を冒す者―裏刑事捜査帳』ジョイノベルス、1993　のち角川文庫、広済堂文庫
『暗空の亀裂―裏刑事捜査帳』ジョイ・ノベルス、1994
『熱風原野―裏刑事捜査帳』ジョイ・ノベルス、1995
『伝説の落日―裏刑事捜査帳 最終編』ジョイ・ノベルス、1997
『凶獣 新・裏刑事捜査帳』ジョイ・ノベルス、2006
『凶狡の罠 新・裏刑事捜査帳』ジョイ・ノベルス、2007
『沈黙の野獣 新・裏刑事捜査帳』ジョイ・ノベルス、2007
『許されざる者―新・裏刑事捜査帳』ジョイ・ノベルス、2008
- 『松江宍道湖殺人事件』天山ノベルス、1989　『強請(ゆすり) 』飛天文庫、原題で広済堂文庫
- 『幻の甲子園殺人事件』広済堂ブルーブックス、1989
- 『蛇蠍の如く復讐せよ!』ケイブンシャノベルス、1989
- 『処刑(ころし)は復讐の遊戯(ゲーム) 』ケイブンシャノベルス、1989　「復讐の遊戯」文庫、広済堂文庫
- 『野獣逃亡』ケイブンシャ文庫、1990　のち広済堂文庫
- 『絶頂で殺せ』ケイブンシャノベルス、1990　『悪色狩り』文庫
- 『萩・秋吉台殺人事件』天山ノベルス、1990
- 『人妻潰し』ジョイ・ノベルス、1991
- 『禁断の獣たち』ケイブンシャノベルス、1991 のち徳間文庫
- 人狩りシリーズ

『人狩り稼業』広済堂ブルーブックス、1991
『人狩り稼業〈受難篇〉』広済堂ブルーブックス、1992　のち文庫
- 無法戦士・雷神シリーズ

『炸裂 帰ってきた雷神』光文社カッパ・ノベルス、1991　のち文庫
『秘命捜査人(ハンター・コップ)』光文社カッパ・ノベルス、1992 のち文庫
『闇の捜査人』光文社カッパ・ノベルス、1992　のち文庫
『雷神・怒りの処刑人』光文社カッパ・ノベルス、1993　のち文庫
『八月の血と唇』光文社カッパ・ノベルス、1994　のち文庫
『闇の蠍』カッパ・ノベルス、1997　のち光文社文庫
『魔性熱帯(パウダーロード)』カッパ・ノベルス、1998
『暗黒潮流「Z」』カッパ・ノベルス、1998
- 極悪シリーズ

『極悪　成り上がり篇』角川ノベルス、1991　のち文庫、ケイブンシャ文庫
『極悪〈修羅場編〉』カドカワノベルズ、1993　のちケイブンシャ文庫
『極悪〈ゆさぶり編〉』カドカワノベルズ、1994　のちケイブンシャ文庫
『極悪―悪党対決編』カドカワノベルズ、1995 のちケイブンシャ文庫
- 悪名伝シリーズ

『悪名伝』ノン・ノベル、1992
『悪名伝〈抱込み編〉』ノン・ノベル、1993　のち祥伝社文庫
『悪名伝・天才美少年編　女殺師』ノン・ノベル、1994
- 女飼いシリーズ

『女飼い』トクマ・ノベルズ、1992　のち文庫
『女飼い・情事の報酬』広済堂ブルーブックス、1997
『女飼い・禿鷹どもの贄』トクマ・ノベルズ、1997　のち文庫
『女飼い・消えたリリー』トクマ・ノベルズ、1998　のち文庫
『女飼い―悪女の匂い』トクマ・ノベルズ、1999
- 『凶鬼還る』トクマ・ノベルズ、1992　のち文庫、ケイブンシャ文庫
- 『才女潰し』ジョイノベルス、1992　『才女ハンター』角川文庫
- 好色ギャンブラー・シリーズ

『好色ギャンブラー』角川文庫、1992
『好色ギャンブラー―追跡』カドカワノベルズ、1995
『女詐欺師の切り札―好色ギャンブラー』角川文庫、1996
『地獄を見た男―好色ギャンブラー』ケイブンシャノベルス、2001
『逆転の絵札―好色ギャンブラー』広済堂ブルーブックス、2003
- 『暴れ獅子』トクマ・ノベルズ、1993　のち文庫
- 『女を賭ける街』ジョイ・ノベルス、1993
- 『鬼が哭く』トクマオーノベルス、1993　『悪鬼』徳間文庫
- 『無法捜査』ジョイノベルス、1993　のち広済堂文庫
- 虚構の街シリーズ

『虚構の街』カドカワノベルズ、1993
『虚構の街〈2〉毒牙』カドカワノベルズ、1994
- 『姦刑』飛天ノベルス、1994
- 『愛欲の迷宮』徳間オリオン文庫、1994
- 『情炎』トクマ・ノベルズ、1994　のち文庫
- 『欲望査察官』ケイブンシャノベルス、1994　のち文庫
- 『闇に笑う女』トクマ・ノベルズ、1994　『痴態』文庫
- 『怨讐の牙』トクマ・ノベルズ、1995　のち文庫
- 『裏切り』飛天文庫、1995
- 『闇狩り』光風社ノベルス、1995　のち文庫
- 『凶悪海流』光文社カッパ・ノベルス、1995　のち文庫
- 『好色強請人』広済堂ブルーブックス、1995　のち文庫
- 『妄炎の闇』飛天文庫、1995
- 『遊人無頼』日本文芸社・日文ノベルス、1995
- 『危険地帯(ハザード)の女』ケイブンシャノベルス、1995
- 『くそでか』トクマ・ノベルズ、1995　のち文庫 1998
- 黒虎（ブラック・タイガー）シリーズ

『黒虎』ノン・ノベル、1996  のち祥伝社文庫
『紅い密使』ノン・ノベル、1996
『黒獅子(ブラック・ライオン)』ノン・ノベル、1997
- ろくでなしシリーズ

『ろくでなし』カドカワノベルズ、1996
『“ろくでなし”奮闘―淫邪教団を潰せ!』カッパ・ノベルス、1996　のち文庫　
『ろくでなし見参!』トクマ・ノベルズ、1996　のち文庫　
『腐蝕の罠―ろくでなし、潜入!』ジョイ・ノベルス、1997　のち広済堂文庫
『闇の標的―ろくでなし、追跡!』ジョイ・ノベルス、1998
『非情の罠―ろくでなし、純情す』ジョイ・ノベルス、1998　のち広済堂文庫
『ろくでなし 怒殺』トクマ・ノベルズ、2000　
『悪鬼の罠―ろくでなし、やったるぜ!』ジョイ・ノベルス、2000　のち広済堂文庫
『ろくでなし疫病神』トクマ・ノベルズ、2001
『焦熱の罠―ろくでなし、危機一髪!』ジョイ・ノベルス、2001
『虚飾の罠―ろくでなし烈火』ジョイ・ノベルス、2002
『聖の罠―ろくでなし、反撃!』ジョイ・ノベルス、2002
『陰謀の罠―ろくでなし激昂』ジョイ・ノベルス、2003
『美唇の罠―ろくでなし遊蕩!』ジョイ・ノベルス、2003
『ろくでなし慟哭!』ジョイ・ノベルス、2010
- 『怪異の森』桃園新書、1996
- 『“百億の女”』ジョイ・ノベルス、1996
- 『平成暗殺の会』ジョイ・ノベルス、1996
- 『美神幻想』ジョイ・ノベルス、1996
- 『悪女潰し―官能仕事人』飛天ノベルス、1996
- 『烈情』カドカワノベルズ、1996
- 『蒼獣の牙』ケイブンシャノベルス、1996　のち文庫
- 『闇の連環（リング）』ジョイノベルス、1996　のち広済堂文庫
- 『闇の挽歌』ジョイ・ノベルス、1997
- 『爆怒―裁き屋稼業』幻冬舎ノベルス、1997　のち徳間文庫
- 『腐った闇』トクマ・ノベルズ、1998　のち文庫
- 『綺羅の闇』中央公論社 (C★NOVELS)、1998
- 『快楽師・犀門』ノン・ノベル、1998
- 『闇の慟哭』ジョイ・ノベルス、1999
- 『闇の回廊』ジョイ・ノベルス、1999
- 『挑む女』ケイブンシャノベルス、1999　『裏切りの迷路』文庫
- 『闇の乱』ケイブンシャノベルス、1999
- 女身変幻 女ボディガード秘録シリーズ

『女狐』フタバノベルス、1999　のち文庫
『妖花』フタバノベルス、2000　のち文庫
『蜜罠』フタバノベルス、2001　のち文庫
『女神鬼神』フタバノベルス、2002　のち文庫
『女狼の蜜』フタバノベルス　のち文庫
- 『闇のフィクサー』ジョイ・ノベルス、2000
- 『邪淫の絆』カッパ・ノベルス、2000
- 『夜の総務探偵』広済堂ブルーブックス、2001　のち文庫
- 『コリアンエンジェル』ジョイ・ノベルス、2001
- 『私刑警察 激弾!』トクマ・ノベルズ、2001　のち文庫
- 『破戒坊』ノン・ノベル、2001　『絶倫坊』祥伝社文庫
- 『柔肌喰い』ベストセラーズ・ベストロマン文庫、2002
- 『のるかそるか―東京カジノ・パラダイス』トクマ・ノベルズ、2002
- 『されど淫』フタバノベルス、2002
- 『私刑執行 凄弾!』トクマ・ノベルズ、2002
- 『女ころがし』トクマ・ノベルズ、2003
- 『やみつきの女神』徳間文庫、2003
- 『悶絶禅師』ノン・ノベル、2003
- 『とびきりの女神』徳間文庫、2003
- 『花盛りのとき』大洋文庫、2004
- 『黒の闘魂』ジョイノベルス、2004
- 『黒の謀殺』ジョイノベルス、2004
- 『蜜楽の罠』広済堂文庫、2004
- 『迷い道』広済堂ブルーブックス、2004
- 『凶悪海流』カッパ・ノベルス、2005
- 『女神の悦楽』廣済堂文庫、2005
- 『朱色の悦楽』双葉文庫、2005
- 『うしろ好き』徳間文庫、2005
- 『蜜謀の罠』廣済堂ブルーブックス、2005
- 『愛国の天使』ジョイ・ノベルス、2005
- 『闇刑事(ヤミデカ) 』1－4　フタバノベルス、2005‐　のち文庫
- 『リタイア刑事 沖島泰三』ジョイ・ノベルス、2006
- 『誓いの旅路』桃園文庫、2006
- 『背徳』双葉文庫、2006
- 『華麗なる復讐』双葉文庫、2007
- 『虚空の賭け』桃園文庫、2007
- やぶひげ祥庵シリーズ

『房中指南』コスミック・時代文庫、2008
『女房喰い』コスミック・時代文庫、2009
『闇のひめごと』コスミック・時代文庫、2009
- 『血の代償』ジョイ・ノベルス、2009
- 『淫蕩の季節』双葉文庫、2012
- 『超法規刑事』ジョイ・ノベルス、2012

## 参考
- [ISBN 978-4-396-33563-2]
- 『文藝年鑑』2010